# Giovanni Evangelista Pallotta
Giovanni Evangelista Pallotta, född i februari 1548 i Caldarola, död 22 augusti 1620 i Rom, var en italiensk kardinal och ärkebiskop. Han var ärkepräst av San Pietro in Vaticano från 1589 till 1620 samt camerlengo från 1595 till 1596.

## Biografi
Giovanni Evangelista Pallotta var son till Desiderio Pallotta och Domenica Cianfortini. Han for till Rom och fick tjänst hos kardinal Felice Peretti, sedermera påve Sixtus V.
I september 1587 utnämndes Pallotta till ärkebiskop av Cosenza och biskopsvigdes den 13 september 1587 av kardinal Costanzo da Sarnano i basilikan Santi XII Apostoli. Kardinal Sarnano assisterades vid detta tillfälle av biskop Ladislao d'Aquino och biskop Ottavio Paravicini. 
Den 18 december 1587 upphöjde påve Sixtus V Pallotta till kardinalpräst och han mottog året därpå San Matteo in Merulana som titelkyrka. Kardinal Pallotta kom att delta i sex konklaver: september 1590, oktober–december 1590, 1591, 1592, mars–april 1605 samt maj 1605. Han avslutade sitt kardinalskap som kardinalbiskop av Porto-Santa Rufina.
Kardinal Pallotta avled i Rom 1620 och är begravd i kyrkan Santa Caterina i Caldarola.